# Bugs Bunny e la festa della mamma
Bugs Bunny e la festa della mamma (The Bugs Bunny Mother's Day Special) è uno speciale televisivo d'animazione dei Looney Tunes, trasmesso sulla CBS il 12 maggio 1979 (vigilia della festa della mamma). Lo speciale è composto da spezzoni di sei cortometraggi Looney Tunes e Merrie Melodies uniti da sequenze di raccordo dirette da Jim Davis per la DePatie-Freleng Enterprises. È stato trasmesso in inglese anche col titolo Bugs Bunny's Baby Boomers.

## Trama
Bugs e la Nonna si incontrano al parco e parlano della festa della mamma, ma la cicogna si intromette per vantarsi del suo particolare contributo alla festa. In una serie di flashback, si vede la cicogna soffermarsi con ogni genitore orgoglioso per un brindisi di congratulazioni fino a quando non si ubriaca, scambiare un uovo destinato a Daffy Duck e sua moglie con uno destinato a una famiglia di coccodrilli e rendere Foghorn Leghorn il padre di uno struzzo. Bugs ricorda di essere stato lui stesso una consegna errata dell'uccello, non una ma due volte: prima a un canguro e poi a un gorilla. E quando la cicogna aveva fatto un secondo tentativo di consegna a un più preparato Daffy, l'uovo indesiderato era finito accidentalmente in una casa per anatre zitelle dove il neonato si era ritrovato con quaranta madri ammirate.

## Cortometraggi utilizzati
I cortometraggi utilizzati per produrre lo speciale sono, nell'ordine:
- Il marsupio di salvataggio (1950)
- La cicogna bistrattata (1955)
- Uova strapazzate (1962)
- Il gallo è diventato mamma (1962)
- Scherzi da cicogna (1954)
- La cicogna ubriaca (1959)

## Personaggi e doppiatori
| Personaggio     | Doppiatore originale | Doppiatore italiano |
| --------------- | -------------------- | ------------------- |
| Bugs Bunny      | Mel Blanc            | Willy Moser         |
| Daffy Duck      | Mel Blanc            | Franco Latini       |
| Foghorn Leghorn | Mel Blanc            | Vittorio Di Prima   |
| Cicogna         | Mel Blanc            | Sandro Pellegrini   |
| Nonna           | June Foray           | Francesca Palopoli  |
| Honeybunch      | June Foray           | Mirella Pace        |
| Mamma Gorilla   | June Foray           | Mirella Pace        |

## Edizione italiana
L'edizione italiana dello speciale fu trasmessa su Rete 1 nei primi anni ottanta; il doppiaggio fu eseguito dalla Mops Film e diretto da Willy Moser.

## Edizioni home video
Lo speciale fu distribuito in VHS in America del Nord nel 1992.